# Liste des élections présidentielles brésiliennes
Cet article présente la liste des élections présidentielles brésiliennes organisées depuis 1891.

## Cinquième République
| Élection | Collège électoral | Vainqueur | Vainqueur | Vainqueur                                                       | Second | Second | Second                                                 | Autres candidats            | Autres candidats            | Autres candidats            |
| -------- | ----------------- | --------- | --------- | --------------------------------------------------------------- | ------ | ------ | ------------------------------------------------------ | --------------------------- | --------------------------- | --------------------------- |
| 1964     | 366               |           |           | Humberto Castelo Branco (Indépendant) 361                       |        |        | Juarez Távora (PDC) 3                                  | Eurico Gaspar Dutra (PSD) 2 | Eurico Gaspar Dutra (PSD) 2 | Eurico Gaspar Dutra (PSD) 2 |
| 1966     | 471               |           |           | Arthur da Costa e Silva (ARENA) Pedro Aleixo (ARENA) 294        | Aucun  | Aucun  | Aucun                                                  |                             |                             |                             |
| 1969     | 293               |           |           | Emílio Garrastazu Médici (ARENA) Augusto Rademaker (ARENA) 293  | Aucun  | Aucun  | Aucun                                                  |                             |                             |                             |
| 1974     | 503               |           |           | Ernesto Geisel (ARENA) Adalberto Pereira dos Santos (ARENA) 400 |        |        | Ulysses Guimarães (MDB) Barbosa Lima Sobrinho (MDB) 76 |                             |                             |                             |
| 1978     | 591               |           |           | João Figueiredo (ARENA) Aureliano Chaves (ARENA) 355            |        |        | Euler Bentes Monteiro (MDB) Paulo Brossard (MDB) 226   |                             |                             |                             |
| 1985     | 686               |           |           | Tancredo Neves (PMDB) José Sarney (PMDB) 480                    |        |        | Paulo Maluf (PDS) Flávio Marcílio (PDS) 180            |                             |                             |                             |

## Sixième République
| Élection | Taux de participation | Vainqueur | Vainqueur | Vainqueur                                                            | Second | Second | Second                                                                | Autres candidats                                                                 | Autres candidats                                                                 | Autres candidats                                                                 |
| -------- | --------------------- | --------- | --------- | -------------------------------------------------------------------- | ------ | ------ | --------------------------------------------------------------------- | -------------------------------------------------------------------------------- | -------------------------------------------------------------------------------- | -------------------------------------------------------------------------------- |
| 1989     | 88,07 % 85,61 %       |           |           | Fernando Collor (PRN) Itamar Franco (PRN) 30,48 % 53,03 %            |        |        | Luiz Inácio Lula da Silva (PT) José Paulo Bisol (PSB) 17,19 % 46,97 % | Leonel Brizola (PDT) 16,51 % Mário Covas (PSDB) 11,52 % Paulo Maluf (PDS) 8,85 % | Leonel Brizola (PDT) 16,51 % Mário Covas (PSDB) 11,52 % Paulo Maluf (PDS) 8,85 % | Leonel Brizola (PDT) 16,51 % Mário Covas (PSDB) 11,52 % Paulo Maluf (PDS) 8,85 % |
| 1994     | 82,24 %               |           |           | Fernando Henrique Cardoso (PSDB) Marco Maciel (PFL) 54,28 %          |        |        | Luiz Inácio Lula da Silva (PT) Aloizio Mercadante (PT) 27,04 %        | Enéas Carneiro (PRONA) 7,38 %                                                    | Enéas Carneiro (PRONA) 7,38 %                                                    | Enéas Carneiro (PRONA) 7,38 %                                                    |
| 1998     | 78,51 %               |           |           | Fernando Henrique Cardoso (PSDB) Marco Maciel (PFL) 53,06 %          |        |        | Luiz Inácio Lula da Silva (PT) Leonel Brizola (PDT) 31,71 %           | Ciro Gomes (PPS) 10,97 %                                                         | Ciro Gomes (PPS) 10,97 %                                                         | Ciro Gomes (PPS) 10,97 %                                                         |
| 2002     | 82,26 % 79,53 %       |           |           | Luiz Inácio Lula da Silva (PT) José Alencar (PL) 46,44 % 61,27 %     |        |        | José Serra (PSDB) Rita Camata (PMDB) 23,20 % 38,73 %                  | Anthony Garotinho (PSB) 17,87 % Ciro Gomes (PPS) 11,97 %                         | Anthony Garotinho (PSB) 17,87 % Ciro Gomes (PPS) 11,97 %                         | Anthony Garotinho (PSB) 17,87 % Ciro Gomes (PPS) 11,97 %                         |
| 2006     | 83,25 % 81,01 %       |           |           | Luiz Inácio Lula da Silva (PT) José Alencar (PL) 48,61 % 60,83 %     |        |        | Geraldo Alckmin (PSDB) José Jorge (PFL) 41,64 % 39,17 %               | Heloísa Helena (PSOL) 6,85 %                                                     | Heloísa Helena (PSOL) 6,85 %                                                     | Heloísa Helena (PSOL) 6,85 %                                                     |
| 2010     | 81,88 % 78,50 %       |           |           | Dilma Rousseff (PT) Michel Temer (PMDB) 46,91 % 56,05 %              |        |        | José Serra (PSDB) Indio da Costa (DEM) 32,61 % 43,95 %                | Marina Silva (PV) 19,33 %                                                        | Marina Silva (PV) 19,33 %                                                        | Marina Silva (PV) 19,33 %                                                        |
| 2014     | 80,61 % 78,90 %       |           |           | Dilma Rousseff (PT) Michel Temer (PMDB) 41,59 % 51,64 %              |        |        | Aécio Neves (PSDB) Aloysio Nunes (PSDB) 33,55 % 48,36 %               | Marina Silva (PSB) 21,32 %                                                       | Marina Silva (PSB) 21,32 %                                                       | Marina Silva (PSB) 21,32 %                                                       |
| 2018     | 79,67 % 78,70 %       |           |           | Jair Bolsonaro (PSL) Hamilton Mourão (PRTB) 46,03 % 55,13 %          |        |        | Fernando Haddad (PT) Manuela d'Ávila (PCdoB) 29,28 % 44,87 %          | Ciro Gomes (PDT) 12,47 %                                                         | Ciro Gomes (PDT) 12,47 %                                                         | Ciro Gomes (PDT) 12,47 %                                                         |
| 2022     | 79,05 % 79,42 %       |           |           | Luiz Inácio Lula da Silva (PT) Geraldo Alckmin (PSB) 48,43 % 50,90 % |        |        | Jair Bolsonaro (PL) Walter Braga Netto (PL) 43,20 % 49,10 %           |                                                                                  |                                                                                  |                                                                                  |